# グリーンライト

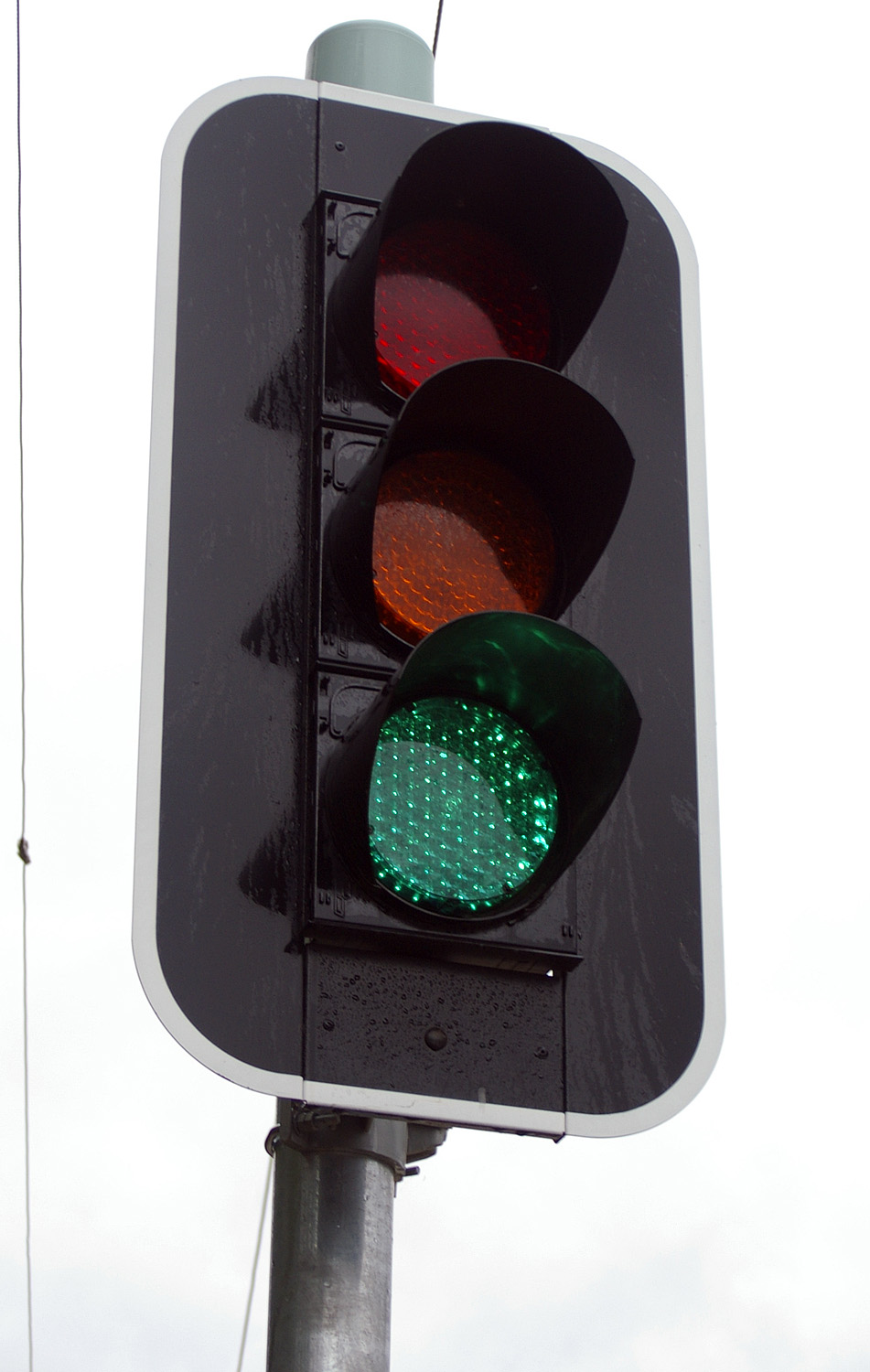
信号機の青信号

グリーンライト (英語: Green-light) とは、プロジェクトを推進するために「進め」または「進んでも良い」との指示を与えることである。この用語の由来は、信号機の青信号である。

## 映画・テレビ番組製作
アメリカの映画業界やテレビ業界では、「グリーンライト」とは、製作資金計画を正式に承認し、その融資を約束することであり、それによって企画が開発段階からプリプロダクション、主要撮影へと進むことを可能にする。
プロジェクトにグリーンライトを与える権限は通常、プロジェクトの権限者または組織内の財務管理者に特有な権限である。

### テレビ業界
アメリカでは、企画の売り込みからグリーンライト獲得に至るまでの道のりをベースとした『プロジェクト・グリーンライト』というリアリティ番組が、成功を収めている。

### 映画業界
米国の5大メジャー映画スタジオとミニメジャー系映画スタジオでは、一般的にスタジオの上級幹部陣で構成される委員会がグリーンライトの権限を行使する。しかし、通常、スタジオの社長や会長、または最高経営責任者が、最終的な判断を下す。
数億ドル規模の大型作品に対する映画予算では、スタジオの親会社であるコングロマリットのCEO（最高経営責任者）やCOO（最高執行責任者）が最終的かつ絶対的なグリーンライトを出す権限を持っている場合もある。

## その他の用法

### 野球
野球においては、監督が選手に積極的なプレイの許可を与える場合に使用される。
主に、打者が出塁した場合に自分の判断で自由に盗塁できることを指す。通常の盗塁は監督のサインにより行われる。

### 警察
人質救出作戦において、犯人との交渉の余地がなくなった場合に、現場本部（判断は警察本部長レベル）からSWATの狙撃手に対して最後の手段として銃撃命令が下る。この時の発砲許可の暗号に使われる。例："Sierra, green light."
sierraとはNATOフォネティックコードにおける"s"であり、狙撃手 (sniper) を意味する。

### 小説
小説『グレート・ギャツビー』においては、グリーンライトが古くからの資産家の住宅地イースト・エッグに住むデイジー・ブキャナン邸の船着き場の端にあり、主人公ジェイ・ギャツビーが住む成金の住宅地ウェスト・エッグの大邸宅から湾越しに微かに見えている。このグリーンライトは、希望とアメリカン・ドリーム、すなわち成功と幸せのための苦闘を非常にうまく象徴している。

### 反社会的勢力
組織犯罪、ギャングおよび刑務所でのスラングにおいては、人の暗殺を認可することを意味する。この用法の例として、2008年の映画『プリズン・サバイブ』でヴァル・キルマーが演じるジョン・スミスの台詞がある。もう一つの使用例は、2012年の映画『エンド・オブ・ウォッチ』で見られ、ギャングが2人の警官に対して「グリーンライトが灯った」と警告する。